# Челодраг
Челодраг или Целадраг (лат. Cealadragus; польск . Całodróg) — князь Велетского союза. Младший сын Люба, занявший в 823 году место старшего сына Милогоста, после того как тот был свергнут в результате восстания. На съезде во Франкфурте правитель империи Каролингов Людовик Благочестивый подтвердил право Челодрага на верховную власть у велетов, положив конец спору между братьями. Как долго правил Челодраг, неизвестно.